# تعديل بريكر
تعديل بريكر هو الاسم الجماعي لعدد من التعديلات المقترحة المختلفة قليلًا على دستور الولايات المتحدة التي نظر فيها مجلس الشيوخ في الولايات المتحدة في الخمسينيات. لم يوافق الكونغرس على أي من هذه التعديلات. يتطلب تطبيق كل منها موافقة صريحة من الكونغرس، خاصة بالنسبة للاتفاقيات التنفيذية التي لا تتطلب موافقة ثلثي مجلس الشيوخ على المعاهدة. سُميت هذه التعديلات على اسم الراعي الأساسي لهم، السناتور الجمهوري المحافظ جون دبليو بريكر من ولاية أوهايو، الذي لم يثق بالسلطات الحصرية للرئيس التي قد تورط أمريكا بأي شيء قد يتجاوز رغبات الكونغرس.
أدى دخول أمريكا في الحرب العالمية الثانية إلى إحساس جديد بالعالمية، والذي بدا أنه يمثل تهديدًا لكثير من المحافظين. لفت فرانك أي هولمان، رئيس نقابة المحامين الأمريكية (ABA)، الانتباه إلى قرارات المحكمة الفيدرالية، خاصة قضية ميزوري ضد هولندا، والتي ادعى أنها يمكن أن تعطي المعاهدات والاتفاقيات الدولية الأسبقية على دستور الولايات المتحدة، ويمكن للأجانب استخدامها لتهديد الحريات الأمريكية. تأثر بريكر بعمل نقابة المحامين الأمريكية وقدم لأول مرة تعديلًا دستوريًا مقترحًا في عام 1951. وبدعم شعبي كبير وانتخاب رئيس جمهوري وكونغرس في انتخابات عام 1952، إضافة إلى دعم العديد من الديمقراطيين الجنوبيين، بدا وكأن خطة بريكر مقدر لها أن يوافق عليها الكونغرس بأغلبية الثلثين اللازمة ويرسله إلى الولايات الفردية للتصديق من قبل ثلاثة أرباع المجالس التشريعية للولايات.
أعلنت النسخة الأكثر شهرة من «تعديل بريكر»، التي نظر فيها مجلس الشيوخ في عامَي 1953-1954، أنه لا يمكن للولايات المتحدة إبرام أي معاهدة تتعارض مع الدستور. لا يمكن أن تكون المعاهدات ذاتية التنفيذ من دون تمرير تشريعات تمكين منفصلة من خلال الكونغرس، ولا يمكن للمعاهدات أن تمنح الكونغرس سلطات تشريعية تتجاوز تلك المحددة في الدستور. وحدّ من سلطة الرئيس في الدخول في اتفاقيات تنفيذية مع قوى أجنبية.
جذب اقتراح بريكر دعمًا واسعًا من الحزبين وكان نقطة محورية في الصراع داخل الحزب بين إدارة أيزنهاور التي مثلت العنصر الجمهوري الليبرالي الدولي، وفصيل اليمين القديم لأعضاء مجلس الشيوخ الجمهوريين المحافظين الذين اعتمدوا سياسة عدم التدخلية في الغرب الأوسط. على الرغم من الدعم الأولي، لكن أدى تدخل الرئيس دوايت دي أيزنهاور وزعيم الأقلية في مجلس الشيوخ ليندون جونسون إلى حظر تعديل بريكر. لم يوافق عليه في مجلس الشيوخ بفارق تصويت واحد في عام 1954، ولم يُصوت عليه من قبل مجلس النواب.
بعد ثلاث سنوات، قضت المحكمة العليا للولايات المتحدة صراحةً في قضية ريد وكوفيرت بأن قانون الحقوق لا يمكن إلغاؤه باتفاقيات مع قوى أجنبية. وكان لأفكار بريكر مؤيدون برغم ذلك، وأعيد تقديم إصدارات جديدة من تعديله في الكونغرس بشكل دوري.

## خلفية تاريخية

### عودة المخاوف بعد الحرب العالمية الثانية
أدى الهجوم على بيرل هاربر إلى إسكات عدم التدخل الأمريكي مؤقتًا. حُلت اللجنة الأمريكية الأولى في غضون أيام. ومع ذلك، في الأيام الأخيرة من الحرب العالمية الثانية، بدأ عدم التدخل في الظهور من جديد، فقد حاول المؤيدون الوقوف ضد التصديق على ميثاق الأمم المتحدة ولكنهم لم ينجحوا في منع الولايات المتحدة من أن تصبح عضوًا مؤسسًا للأمم المتحدة. أثار المحافظون الشكوك حول الأمم المتحدة والمنظمات الدولية المرتبطة بها، وعلى الأخص من قبل فرانك أي هولمان، المحامي من سياتل، واشنطن، فيما أطلق عليه اسم «الحملة الصليبية».
انتُخب هولمان، وهو من مواطني ولاية يوتا وأحد طلاب منحة رودس، رئيسًا لنقابة المحامين الأمريكية في عام 1947 وكرس فترة ولايته لتحذير الأمريكيين من مخاطر «قانون المعاهدات». نصت المادة الثانية من ميثاق الأمم المتحدة على أنه: «لا يوجد في هذا الميثاق ما يصرح للأمم المتحدة بالتدخل في الأمور التي تدخل أساسًا في الاختصاص المحلي لأي دولة»، والتي شكلت قانونًا مشابهًا دوليًا للتعديل العاشر. لكن رأى هولمان عمل الأمم المتحدة بشأن اتفاقية الإبادة الجماعية المقترحة والإعلان العالمي والعديد من المقترحات لمنظمة العمل الدولية (وهي هيئة نشأت في ظل عصبة الأمم) بعيدة عن سلطات الأمم المتحدة وغزو للحريات الأمريكية.
جادل هولمان بأن اتفاقية الإبادة الجماعية ستخضع الأمريكيين للولاية القضائية للمحاكم الأجنبية بإجراءات غير مألوفة ومن دون الحماية الممنوحة بموجب قانون الحقوق. قال إن لغة الاتفاقية كانت كاسحة وغامضة وقدمت سيناريو يمكن من خلاله تسليم سائق سيارة أبيض ضرب وقتل طفلًا أسود إلى لاهاي بتهمة الإبادة الجماعية. زعم منتقدو هولمان أن اللغة لم تكن شاملة أو غامضة أكثر من قوانين الولاية والقوانين الفيدرالية التي تفسرها المحاكم الأمريكية كل يوم. كتب دوان تانانباوم، المؤرخ البارز عن تعديل بريكر «معظم اعتراضات جمعية المحامين الأمريكية على اتفاقية الإبادة الجماعية ليس لها أي أساس على الإطلاق في الواقع» ومثاله حول تحول حادث سيارة إلى حادث دولي لم يكن ممكنًا. وصف المدعي العام لأيزنهاور هربرت براونيل هذا السيناريو بأنه «غريب».
لكن أثار افتراض هولمان قلق الديمقراطيين الجنوبيين الذين بذلوا جهودًا كبيرة لعرقلة العمل الفيدرالي الذي استهدف إنهاء نظام جيم كرو للفصل العنصري في الجنوب الأمريكي. كانوا يخشون أنه، في حالة التصديق عليه، يمكن استخدام اتفاقية الإبادة الجماعية بالاقتران مع المادة الضرورية والصحيحة في الدستور لتمرير قانون الحقوق المدنية الفيدرالية (على الرغم من الرأي المحافظ بأن مثل هذا القانون سيتجاوز الصلاحيات المذكورة في المادة الأولى، القسم 8).

قال مساعد الرئيس أيزنهاور، آرثر لارسون، إن تحذيرات هولمان كانت جزءًا من «جميع أنواع الرعب المخادع والمجنون من الناحية القانونية التي أثيرت، بما في ذلك أن المحكمة الدولية ستتولى ضوابط التعريفات والهجرة لدينا، ومن ثم التعليم، ومكاتب البريد، والأنشطة العسكرية والرفاهية». كتب هولمان في كتابه الذي قدم فيه تعديل بريك أن ميثاق الأمم المتحدة يعني أن الحكومة الفيدرالية يمكنها:
مراقبة وتنظيم جميع أنواع التعليم، بما في ذلك المدارس العامة والمحلية، وقد تتحكم وتنظم جميع الأمور التي تؤثر على الحقوق المدنية والزواج والطلاق وما إلى ذلك، وقد تتحكم في جميع مصادر إنتاجنا من الأغذية ومنتجات المزارع والمصانع، ... وقد تنظم العمل وظروف التوظيف.